# مايك زاكيرجون
مايك زاكيرجون (بالألمانية: Maik Zirbes)‏ مواليد 29 يناير 1990، هو لاعب كرة سلة ألماني ويحمل الرقم 33. يبلغ طوله 6 قدم 10 بوصة (2.1 م).

## فرق لعب لها
- تي بي بي ترير

## روابط خارجية
- مايك زاكيرجون على موقع الاتحاد الدولي لكرة السلة (الإنجليزية)
- مايك زاكيرجون على موقع الدوري الأوروبي لكرة السلة (الإنجليزية)
- مايك زاكيرجون على موقع كرة السلة الأوروبية.كوم (الإنجليزية)
- مايك زاكيرجون على موقع ريلجم (الإنجليزية)
- مايك زاكيرجون على موقع بروبوليرز (الإنجليزية)
- مايك زاكيرجون على موقع سبورتس رفرنس (الإنجليزية)